# 三界羊茅
三界羊茅（学名：Festuca kurtschumica），为禾本科羊茅属下的一个植物种。